# Jeica
Jeica (węg. Zselyk) – wieś w Rumunii, w okręgu Bistrița-Năsăud, w gminie Mărișelu. W 2011 roku liczyła 104 mieszkańców.